# إيليا إسكندر عبد الملك
الأب إيليّا إسكندر عبد المَلِك (ولد في 10 يناير 1975 في أسيوط في مصر) كان المدبر الرسولي للإسكندرية بمصر منذ 2019 و حتى 2020 و راهب فرنسيسكاني.

## حياته
أعلن نذوره الدائمة لرهبانية الإخوة الأصاغر الفرنسيسكانية في 4 سبتمبر 2008 و رُسم كاهنًا للرهبانية في 22 أغسطس من السنة التالية. عُين مدبرًا رسوليًا للإسكندرية بمصر في 29 يوليو 2019 و بقي في المنصب إلى 30 أكتوبر 2020.